# Гарай, Максимо
Ма́ксимо Гарай С. (исп. Máximo Garay S.; 10 июня 1898, Будапешт — 8 августа 1960, Сантьяго), имя при рождении Микса Гарай (венг. Garay Miksa), иногда фамилия писалась, как Годой (исп. Godoy) — венгерский и чилийский футбольный тренер.

## Карьера
Максимо Гарай играл в Венгрии в клубе МТК. В 1930-х он уехал в Южную Америку, где в 1934 году возглавил клуб «Платенсе» из Висенте-Лопеса, затем он тренировал клубы «Индепендьенте», где его уволили после двух крупных поражений подряд — 1:4 и 1:5 от «Велес Сарсфилд» и «Платенсе». Далее он работал с «Химнасией и Эсгримой», которая под его руководством провела 34 матча, выиграв 10 из них, 7 сведя вничью и 17 проиграв, и «Сан-Лоренсо», где из 32 матчей было выиграно 18, 7 сведено вничью и 7 проиграно.
В 1938 году Гарай возглавил «Универсидад Католика», став первым тренером в истории клуба, прибывшим с другого континента. Ему была поставлена задача попасть в высший дивизион первенства, но венгр с задачей не справился. Из 24 матчей, «Универсидад» выиграл 10 раз, 6 матчей свёл вничью и 8 проиграл. В 1940 году он стал главным тренером «Коло-Коло»; клуб под его руководством провёл 9 матчей, из которых выиграл 5, а четыре встречи проиграл. С 1940 по 1941 год он был главным тренером сборной Сальвадора. В 1941 году Максимо стал главным тренером сборной Чили, которая под его руководством провела 4 игры, в которых команда одержала две победы и два матча проиграла на чемпионате Южной Америки и завоевала бронзовые медали. Тренер на этом турнире числился под именем Максимо Годой. Также он тренировал «Магальянес» в 1942 году и клуб «Бадминтон».
После окончания тренерской карьеры, Гарай стал работать преподавателем в школе для футбольных тренеров в Чилийской федерации футбола.